# ブレナン・ブラウン
ブレナン・ブラウン（Brennan Brown, 1968年11月23日 - ）は、アメリカ合衆国の映画、テレビ、舞台の俳優。NBCの『シカゴ・メッド』にサム・エイブラムス役で出演している。Amazonの『高い城の男』でロバート・チルダン役を演じた。

## 経歴
イェール大学デイヴィッド・ゲフィン演劇学校から演劇修士を授与された。
イギリスにおいて、通信事業社オレンジUKの長期に亘る映画広告シリーズで演じた映画製作会社の重役ミスター・ドレスデン役で広く知られた。『フィリップ、きみを愛してる!』(2009年)でジム・キャリーと共演し、『フォーカス』(2015年)でウィル・スミスおよびマーゴット・ロビーと共演し、『消されたヘッドライン』(2009年)、『Turn the River』(2007年)、そしてAmazonの連続ドラマ『Mozart in the Jungle』(2014年)にエドワード・バイベン役で2シーズン出演、HBOの『John Adams』(2008年)にロバート・トリート・ペイン役で、『PERSON of INTEREST 犯罪予知ユニット』に2シーズン特別捜査官ニコラス・ドネリー役で出演した。
またブロードウェイ、オフ・ブロードウェイの舞台にも数多く出演している。アトランティック・シアターにてハロルド・ピンターの『Celebration』、イーサン・コーエンの『Offices』に出演した。ナショナル・アクターズ・シアターにてアイスキュロスの『ペルシア人』、ルイジ・ピランデルロの『Right You Are (If You Think You Are)』に出演した。ランダバウト・シアター・カンパニーの『Major Barbara』でスノビー・プリンス役を演じた。

## フィルモグラフィ
| 映画およびテレビ | 映画およびテレビ                       | 映画およびテレビ                               | 映画およびテレビ                                           |
| 年               | 題                                     | 役                                             | 特記                                                       |
| ---------------- | -------------------------------------- | ---------------------------------------------- | ---------------------------------------------------------- |
| 2000-2001        | LAW & ORDER:性犯罪特捜班               | 弁護士ブレンダン・ウォルシュ 被告側弁護士      | "Asunder" "Paranoia" [クレジット無し]                      |
| 2001             | Deadline                               | エンジニア                                     | "Somebody's Fool"                                          |
| 2001             | The Education of Max Bickford          | ロン・ザイン                                   | "A Very Great Man"                                         |
| 2001–09          | ロー&オーダー                          | 法医学専門家 ドナルド・ハウスマン ホイト弁護士 | 3エピソード                                                |
| 2002             | Monday Night Mayhem                    | ボブ・グッドリッチ                             | テレビ映画                                                 |
| 2003–09          | LAW & ORDER:犯罪心理捜査班             | ジェリー・リヴァース メリル                    | 2エピソード                                                |
| 2006             | キッドナップ                           | ポール・リヴァイン                             | "Sorry, Wrong Number"                                      |
| 2007             | ミッシング 〜消された記憶〜            | Man Fan                                        |                                                            |
| 2007             | Turn the River                         | ランドルフ                                     |                                                            |
| 2008             | John Adams                             | ロバート・トリート・ペイン                     | 2エピソード                                                |
| 2008             | ゴシップガール                         | ミスター・スミス                               | "Bonfire of the Vanity"                                    |
| 2009             | フィリップ、きみを愛してる!            | ラリー・バーカイム                             |                                                            |
| 2009             | ダメージ                               | アーサー・フィリップス                         | "I Agree, It Wasn't Funny"                                 |
| 2009             | 消されたヘッドライン                   | アンドリュー・ペル                             |                                                            |
| 2009             | アグリー・ベティ                       | マイルズ・フォスター                           | 2エピソード                                                |
| 2010             | Billy Green                            | The LA Executive                               | エピソード不明                                             |
| 2010             | アガサ・クリスティー ミス・マープル    | ヘイリー・プレストン                           | "The Mirror Crack'd from Side to Side"                     |
| 2011             | デタッチメント 優しい無関心            | グレッグ・レイモンド                           |                                                            |
| 2012–13          | PERSON of INTEREST 犯罪予知ユニット    | 特別捜査官ニコラス・ドネリー                   | 9エピソード                                                |
| 2013             | Gilded Lilys                           | ミスター・ラヴェイジ                           | テレビ映画                                                 |
| 2013             | ブレイキング・バッド                   | 連邦検事                                       | "Granite State"                                            |
| 2014             | THE BLACKLIST/ブラックリスト           | ドクター・ニコラス・ヴォーゲル                 | "Berlin (No. 8)"                                           |
| 2014             | エレメンタリー ホームズ&ワトソン in NY | ジョン・アルスバス                             | "Enough Nemesis To Go Around"                              |
| 2014–15          | ビューティ&ビースト/美女と野獣         | キャプテン/チーフ・ウォード                    | 8エピソード                                                |
| 2014–15          | Mozart in the Jungle                   | エドワード・バイベン                           | 8エピソード                                                |
| 2015             | フォーカス                             | ホースト                                       |                                                            |
| 2015–2019        | 高い城の男                             | ロバート・チルダン                             | シリーズ・レギュラー(シーズン2–4), 準レギュラー(シーズン1) |
| 2015–現在        | シカゴ・メッド                         | サム・エイブラムス医師                         | 準レギュラー                                               |
| 2018             | The Sinner -隠された理由-              | ライオネル・ジェフェリーズ                     | 3エピソード                                                |
| 2019             | ウルフ・アワー                         | ハンス                                         |                                                            |
| 2019             | ミッドウェイ                           | ジョセフ・ロシュフォート艦長                   |                                                            |
| 2019             | BULL / ブル 法廷を操る男               | スティーヴ・ペリー弁護士                       | "Labor Days"                                               |
| 2022             | Not Okay                               | ハロルド                                       |                                                            |

## 舞台
- 2002年、オウエン・オニール作『Absolution』デイヴィッド役
- イェール・レパートリー・シアターにて『リチャード三世』タイトル・ロール、『病は気から』トーマス役
- 『Major Barbara』ブロードウェイ公演スノビー役
- キーン・シアターにて『The Second Man』ニューヨーク初演、ネイキッド・エンジェルズ（英語版）にて『Asylum』、『Fair Night』

## ビデオゲーム
- マンハント2 Manhunt 2 - Watchdogs member (2007)
- レッド・デッド・リデンプション Red Dead Redemption - Strange Man, The Local Population (2010)